# Brooke Bennett
Brooke Marie Bennett (Tampa, Florida, 6. svibnja 1980.) je američka plivačica.
Trostruka je olimpijska pobjednica i svjetska prvakinja u plivanju.